# 레냐노 전투
레냐노 전투는 오늘날 이탈리아의 롬바르디아주 근처 레냐노에서 1176년 5월 29일에 일어난 프리드리히 1세의 신성 로마 제국과 롬바르디아 동맹의 싸움이었다. 양 군은 서로의 존재를 눈치챘지만, 전략을 짤 시간도 없이 갑자기 전투가 일어나게 됐다.
이 전투는 신성 로마 제국이 이탈리아 북부의 도시 국가들에 대한 권력을 주장하기 위해 행해진 긴 전쟁에서 결정적인 역할을 하게 된다. 이탈리아 북부는 교황 알렉산데르 3세의 지원을 받아 롬바르디아 동맹을 맺고 프리드리히 1세에 맞서기로 한다.
프리드리히 1세는 전투에서 패배 후 이탈리아 침공을 할 수 없게되며 외교 노선을 택할 수 밖에 없었다.